# Marcello Carapezza
Marcello Carapezza (Petralia Sottana, 12 settembre 1928 – Palermo, 2 settembre 1987) è stato un chimico, geologo e vulcanologo italiano.

## Biografia
Si laureò in chimica all'Università di Palermo e dopo aver lavorato per qualche tempo all'Istituto di Mineralogia di tale università, nei primi anni cinquanta andò negli Stati Uniti all'Università della Pennsylvania, dove venne a conoscenza delle nuove tecniche sperimentali di alta pressione e temperatura impiegate per lo studio dei sistemi rocciosi multifase.
Proseguendo gli studi di Hans Eugster, scoprì che la pressione parziale dell'ossigeno in una soluzione solida è funzione lineare della composizione relativa, un risultato importante per la comprensione della dinamica della formazione delle rocce e per estensione di ogni sistema geologico.
Tornato in Italia, nel 1959 lasciò Palermo per l'Università di Bologna, dove  gli fu affidata nel 1969 la cattedra di geochimica applicata. Nel 1970 tornò in Sicilia e cominciò ad interessarsi ai problemi ambientali, studiando in particolare gli effetti causati dall'attività umana sugli ecosistemi naturali.
Dal 1972 al 1985 fu Prorettore dell'Università di Palermo. Si deve a lui il restauro dello storico Palazzo Chiaramonte-Steri, dove il rettorato si spostò nel 1985. Il progetto fu affidato all'architetto Roberto Calandra che si avvalse della consulenza di Carlo Scarpa, e fu anche grazie al suo intervento, oltre all'amicizia che lo legava a Carapezza, che Renato Guttuso donò all'università il famoso dipinto Vucciria.
Fu tra i primi a studiare metodi scientifici per prevedere le eruzioni vulcaniche e i terremoti, individuando nella sorveglianza geochimica una possibile via di attacco al problema. Riuscì ad ottenere il sostegno finanziario del CNR per realizzare, attraverso il progetto «Geodinamica», un monitoraggio continuo dei segnali indicanti imminenti eruzioni e/o terremoti.
Nell'ottobre del 1980 Carapezza fondò presso l'Università di Palermo l'Istituto di Geochimica dei fluidi (IGF). Nel 1999 l'istituto è entrato a far parte del CNR, ed è confluito nella sezione di Palermo dell'Istituto Nazionale di Geofisica e Vulcanologia (INGV).
Nel 1983 un'eruzione dell'Etna provocò una colata lavica che minacciava il paese di Nicolosi. Assieme a Franco Barberi (presidente del Gruppo Nazionale di Vulcanologia), Carapezza propose di usare l'esplosivo per deviare la direzione della lava. Fu protagonista di un acceso dibattito con l'urbanista Tonino Cederna, il quale, dopo anni di battaglie per il rispetto della natura in un Paese come l'Italia dove l'abusivismo edilizio è molto diffuso, sosteneva che la miglior scelta era quella di «lasciare che il vulcano erutti tranquillamente e permettere alla lava di distruggere ciò che deve distruggere».

Nonostante fosse anch'egli un convinto ambientalista, Carapezza non era di questo avviso, e pubblicò un articolo sul Giornale di Sicilia in cui sostenne che il compito dell'uomo è di sopravvivere, e in casi urgenti la vita dell'uomo ha la priorità assoluta. Coniò polemicamente il termine "anandrecologia" (ecologia senza l'uomo) per descrivere l'atteggiamento di Cederna. Il piano di deviare la lava con esplosivi venne comunque accolto, e fu effettuato da artificieri del Genio Militare, che usarono esplosivo per abbattere la parete di un canale di colata dove scorreva la lava, con risultati non decisivi. Questo metodo è stato poi adottato, dove possibile, da molti altri Paesi.
Oltre che uno scienziato, Marcello Carapezza era anche un fine intellettuale e un amante dell'arte. Intrattenne rapporti di amicizia con lo scrittore Leonardo Sciascia e in particolare col pittore Renato Guttuso. Quest'ultimo, non avendo avuto figli, pochi giorni prima della morte adottò uno dei quattro figli di Carapezza, Fabio (poi noto come Fabio Carapezza Guttuso), che diventò unico erede del suo immenso patrimonio.
Dal 1984 viene organizzato ogni anno a Palermo, a cura della locale sezione del CNR, il  "Seminario Carapezza", un convegno accademico su temi economici e ambientali.
Gli è stato dedicato il "Centro di Vulcanologia Marcello Carapezza" dell'isola di Vulcano, gestito dal Gruppo Nazionale per la Vulcanologia.
La città di Palermo gli ha intitolato "Largo Marcello Carapezza", una piazza alla periferia sud-est della città nel quartiere Brancaccio.